# エイラクブカ
エイラクブカ（英：Japanese topeshark、学名：Hemitriakis japanica）は体長1.1mにもなるドチザメ科の一種で、中国、台湾、韓国、日本の亜熱帯の北西太平洋北緯40度から21度の間に生息する。